# Regiunea Logone Occidental
Regiunea Logone Occidental este una dintre cele 22 unități administrativ-teritoriale de gradul I ale statului Ciad. Reședința sa este orașul Mondou.

## Subdiviziuni
Regiunea Logone Occidental este împărțită în 3 departamente:
| Department | Capital  | Sub-prefectures                            |
| ---------- | -------- | ------------------------------------------ |
| Dodjé      | Beinamar | Beinamar, Krim Krim, Laoukassy, Tapol      |
| Lac Wey    | Moundou  | Deli, Moundou                              |
| Ngourkosso | Benoye   | Bao, Bebalem, Beladjia, Benoye, Saar Gogne |